# GE 756
La GE 756 (Popularmente conocida como Cooper) es una locomotora diésel-eléctrica fabricada por General Electric entre 1949 y 1950.

## Historia
Luego de la nacionalización de los ferrocarriles en Argentina, en 1948 el Estado argentino ordena un total de 70 locomotoras diésel-eléctricas a General Electric.
Si bien estas unidades debían de ser las primeras en entrar en servicio, posteriormente se adquirieron unidades de similares prestaciones a Whitcomb Locomotive Company. Esta empresa cumplió rápidamente con el pedido, y como consecuencia, a finales de 1948 las Whitcomb 70-DE-30 fueron las primeras locomotoras diésel en el país. Recién en 1949 arribaría la primera GE 756.
La locomotora cuenta con una puerta y un fuelle en su parte trasera, lo que facilitaba la conexión entre los coches u otras unidades que fueran conectadas inversamente.
Estas locomotoras fueron apodadas "Cooper", debido al fabricante del motor, la empresa Cooper Bessemer.

### Servicios
En sus primeros años estas locomotoras prestaron servicios de carga y pasajeros en forma de tándem, por lo que era normal ver 2 unidades al frente de los servicios. Con esto, no solo se duplicaba la potencia, si no que también le facilitaba el trabajo al maquinista y cambista a la hora de realizar maniobras. Sin embargo, a finales de los 50's ver unidades en tándem pasó a ser una rareza, ya que la creciente demanda no podía ser zaceada con nuevo material, por lo que se paso a utilizarlas por separado.
A principios de los 2000 todavía quedaban algunas funcionando, pero para el 2003 se encontraban fuera de servicio.

### Actualidad
Hoy en día la mayoría de las unidades se encuentran desguazadas o canibalizadas. Muchos restos pueden hallarse a lo largo del Ferrocarril General Manuel Belgrano, y solamente unas pocas se encuentran en un estado aceptable, pese a encontrarse abandonadas a su suerte.

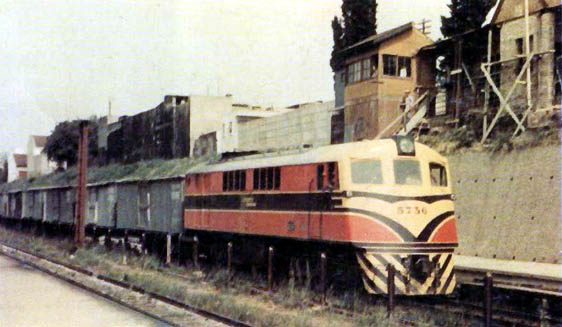
Locomotora GE 756 liderando un tren de carga. Florida, Buenos Aires, 1966.